# Tears for Fears
«Tears for Fears» (рус. Слёзы от страхов) — британская группа, играющая в стилях синтипоп, новая волна и альтернативный рок, созданная в начале 80-х Роландом Орзабалом и Куртом Смитом после распада их первой группы Graduate. Первоначально группу причисляли к новой волне, однако они достаточно быстро отошли от этого стиля и достигли большого коммерческого успеха как в Великобритании, так и за её пределами.
Дебютный альбом The Hurting достиг первой позиции в UK Albums Chart и быстро стал платиновым. 
Второй альбом группы Songs from the Big Chair повторил успех The Hurting и стал номером один в американском чарте Billboard 200. 
Последовавшие за третьим альбомом The Seeds of Love другие альбомы группы уже не были так же успешны, но продавались неплохо, и популярность Tears for Fears сохранялась. 
Наиболее известными хитами коллектива остаются песни «Everybody Wants to Rule the World», «Head over Heels», «Mad World», «Pale Shelter», «Shout», «Sowing the Seeds of Love» и «Woman in Chains».
Название дуэта было взято из любимой обоими музыкантами книги Артура Янова «Первобытный вопль» («Primal Scream») по психотерапии и психоанализу. Янов рассматривал слёзы как замену чувству страха, одолевшего человека («Tears as a replacement for fears»).

## История группы

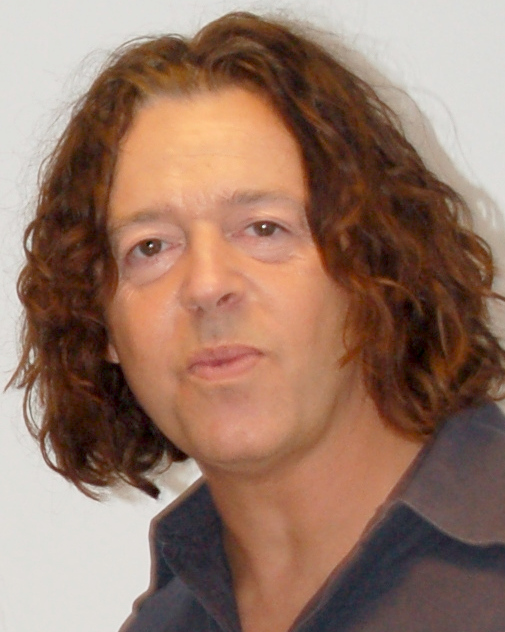
Роланд Орзабал

Орзабал и Смит познакомились в подростковом возрасте, живя в городе Бат (графство Сомерсет). Их первым серьёзным проектом стала группа «Graduate», влияние на которую оказали «The Jam» и Элвис Костелло. В 1980 году вышел их первый альбом, «Acting My Age» (рус. В соответствии с возрастом), хоть и не попавший в Top 100 Великобритании, показал хорошие результаты в Испании и Голландии.
В 1981 году Орзабал и Смит заинтересовались другими современными исполнителями, такими как Talking Heads и Brian Eno, тогда они отделились от «Graduate» и создали новую группу, назвав её The History of Headaches (рус. История головных болей), и почти сразу же переименовав в Tears for Fears. С самого начала они решили, что только они будут составлять ядро группы и для завершения картины будут приглашать разных музыкантов.

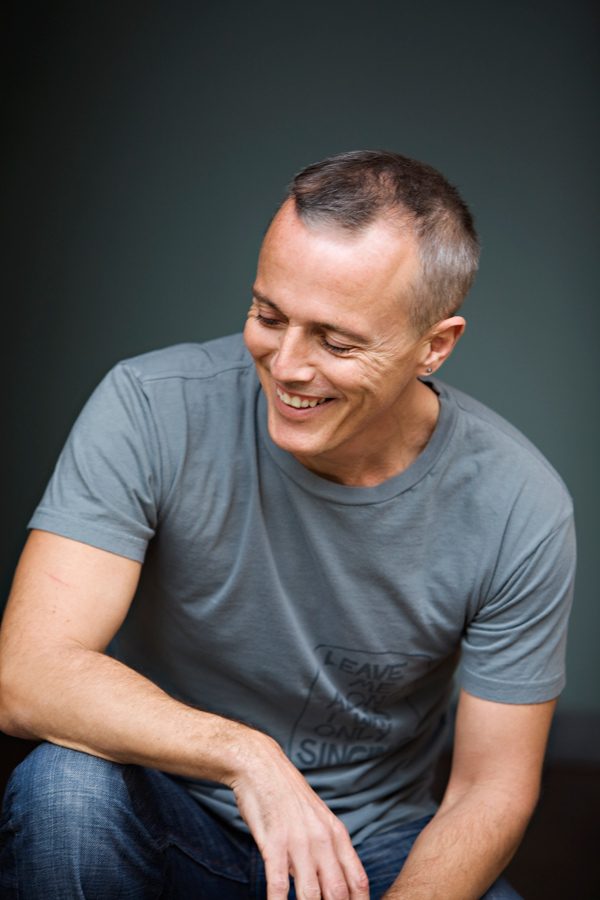
Курт Смит

«Tears for Fears» подписали контракт с «Phonogram Records» в 1981 году и выпустили первый сингл, «Suffer the Children» (рус. Терпи детей), в ноябре 1981, после чего в марте 1982 года последовала первоначальная версия хита «Pale Shelter» (рус. Ветхое убежище).
Сингл «Pale Shelter» в числе прочих хитов других исполнителей спустя 21 год попал в саундтрек «Grand Theft Auto: Vice City», в диск новой волны Wave 103.
Успех пришёл с третьим синглом, «Mad World» (рус. Безумный мир), дошедшим до 3 позиции в британском чарте в декабре 1982. Свой первый альбом «The Hurting» (рус. Страдания), коллектив выпустил в марте 1983. При создании этого и следующего альбомов клавишник и композитор Иэн Стэнли (англ. Ian Stanley) и барабанщик Мэнни Элиас (англ. Manny Elias) считались полноправными участниками коллектива. В альбоме широко использовались синтезаторы, а лирика отражала не самое лучшее детство Орзабала. «The Hurting» можно считать единственным альбомом, отражающим название «Tears for Fears», так как ссылки на эмоциональные страдания и примальную терапию есть практически в каждой песне. Альбом побывал на первой позиции британского чарта. В альбом были включены ставшие мировыми хитами «Mad World», «Change» (рус. Перемена) и перезаписанная «Pale Shelter».
Вышедший в ноябре 1983 года сингл The Way You Are продемонстрировал отход группы от концепции «первичного крика». Песня оказалась на 24 позиции британского чарта. Музыканты продолжили работать в студии. В 1985 году вышел второй студийный альбом группы — Songs from the Big Chair (Песни из большого стула), который оказался чрезвычайно успешным. Альбом занял 2 место в британском чарте, первые места в чартах других странах, обеспечив группе множество золотых и платиновых наград. В музыкальном плане группа отошла от синтезаторных мотивов и включила элементы рок-музыки (в частности, активное использование электрогитары). Синглы Shout (Кричи), Everybody Wants to Rule the World (Все хотят править миром) и Head over Heels (Кувырком) стали хитами и превратились в «визитные карточки» группы. В поддержку альбома группа отправилась в мировой тур, который был запечатлён в вышедшем в том же 1985 году документальном фильме Scenes From The Big Chair (Сцены из большого стула).
После тура музыканты отправились на отдых и в конце 1986 года начали работать над новым студийным альбомом. Состав творческой команды изменился — сначала группу покинул Мэнни Элиас, затем Иэн Стенли, была приглашена вокалистка и пианистка Олета Адамс. Работа над пластинкой заняла больше 2 лет. Вышедший в сентябре 1989 года «The Seeds of Love» (Семена любви) стал популярным и получил золотой статус в чартах Германии и Швейцарии и платиновый в Великобритании и США. Однако пребывание в чартах было коротким по сравнению с предыдущими релизами. Синглы Woman in Chains (Женщина в цепях), Sowing the Seeds of Love (Сея семена любви), Advice For The Young At Heart (Совет молодым от сердца) и Famous Last Words (Известные последние слова). Чтобы окупить все расходы на запись альбома, группа отправилась в большой тур. Турне закончилось в 1990 году.
В 1991 году Смит решил уйти из группы из-за конфликтов с Роландом, которые происходили ещё в период записи последнего студийного альбома группы, и переехал в Нью-Йорк, где вскоре занялся сольным творчеством. А Роланд Орзабал тем временем продолжил участие в «Tears for Fears» без него, записав альбомы «Elemental» (1993) и «Raoul and the Kings of Spain» (1995). «Elemental» стал золотым альбомом в США и серебряным — в Великобритании. «Raoul and the Kings of Spain» получился более творческим, но менее коммерчески успешным. После выпуска в 1996 году сборника Saturnine Martial & Lunatic, на котором были представлены малоизвестные песни группы, Роланд на время приостановил деятельность в рамках «Tears for Fears».
В 2000 году Смит и Орзабал вновь объединились и приступили к записи нового альбома «Tears for Fears» — «Everybody Loves a Happy Ending» (Все любят счастливый конец), который был выпущен в 2004 году, однако уже не смог достигнуть предыдущего успеха. Музыкально пластинка продолжала традиции, заложенные альбомом The Seeds of Love. После выпуска пластинки музыканты долгое время не записывали ничего нового, но продолжали выступать.
Роланд Орзабал и Курт Смит продолжают концертную деятельность в составе «Tears for Fears» и в настоящее время. В 2013 году они вернулись в студию, чтобы записать новые песни. Однако менеджмент начал советовать им сотрудничать с молодыми исполнителями, чтобы получить хитовую запись. Роланду эта концепция не понравилась. Вскоре начались разногласия с Куртом, отчего какое-то время выпуск нового альбома оказался под вопросом. Однако музыканты вскоре воссоединились и продолжили работу. Запись проходила на лейбле Concord Records. Наконец 25 февраля 2022 года вышел седьмой студийный альбом группы под названием The Tipping Point (Переломный момент). Альбом оказался чрезвычайно успешным — в британском чарте он оказался на 2 позиции, став тем самым шестым альбомом группы, достигшим Топ-5. В поддержку альбома группа отправилась в The Tipping Point World Tour, который планировалось завершить 26 июля, но из-за того, что Курт Смит перенёс травму рёбер, последний концерт тура был отыгран 8 июля 2022 года. Музыканты, однако, продолжили выступать и после выздоровления Смита.
В сентябре 2024 года группа анонсировала выход сборника Songs For A Nervous Planet. Это первый в истории группы официальный концертный альбом, включающий в себя записи песен с концерта в рамках тура в поддержку The Tipping Point. Наряду с "живыми" версиями старых песен группа записала 4 новых песни. 12 сентября был анонсирован первый сингл - The Girl That I Call Home. Одновременно было заявлено о выходе концертного фильма The Tipping Point Film по мотивам прошедшего тура. Релиз фильма в кинотеатрах был обозначен на 24 и 26 октября.
4 октября был выпущен второй сингл "Astronaut", одновременно была выпущена концертная версия песни Head over Heels. 25 октября 2024 года вышел и сам альбом "Songs For A Nervous Planet". Он продолжил традицию группы по паданию в верхнюю десятку британского чарта, заняв 6 место в британском чарте. В ряде других стран он также вошёл в Топ-40.

## Состав группы
| Текущие участники - Роланд Орзабал — вокал, гитара, клавишные (1981—наши дни) - Курт Смит — вокал, бас-гитара, клавишные (1981—1991, 2000—наши дни) | Бывшие участники - Иэн Стэнли — клавишные, бэк-вокал (1981—1987) - Мэнни Элиас — ударные (1981—1986) |

Временная линия

## Дискография

### Студийные альбомы
| Год  | Название                       | Позиция в чартах | Позиция в чартах | Позиция в чартах | Позиция в чартах  | Позиция в чартах | Примечание                                     |
| Год  | Название                       | Германия DE      | Австрия AT       | Швейцария CH     | Великобритания UK | США US           | Примечание                                     |
| ---- | ------------------------------ | ---------------- | ---------------- | ---------------- | ----------------- | ---------------- | ---------------------------------------------- |
| 1983 | The Hurting                    | 15 (23 недели)   | —                | —                | 1 (65 недели)     | 82 (20 недель)   | Выпущен: 7 марта 1983 продажи: + 800 000       |
| 1985 | Songs from the Big Chair       | 1 (27 недель)    | 22 (4 недели)    | 5 (16 недель)    | 2 (81 неделя)     | 1 (68 недель)    | Выпущен: 25 февраля 1985 продажи: + 6 150 000  |
| 1989 | The Seeds of Love              | 5 (37 недель)    | 13 (8 недель)    | 8 (11 недель)    | 1 (30 недель)     | 8 (34 недели)    | Выпущен: 25 сентября 1989 продажи: + 1 575 000 |
| 1993 | Elemental                      | 26 (11 недель)   | —                | 24 (10 недель)   | 5 (7 недель)      | 45 (21 неделя)   | Выпущен: 7 июня 1993 продажи: + 560 000        |
| 1995 | Raoul and the Kings of Spain   | 88 (3 недели)    | —                | 42 (2 недели)    | 41 (1 неделя)     | 79 (5 недель)    | Выпущен: 9 октября 1995                        |
| 2004 | Everybody Loves a Happy Ending | 35 (4 недели)    | —                | 48 (4 недели)    | 45 (1 неделя)     | 46 (3 недели)    | Выпущен: 14 сентября 2004                      |
| 2022 | The Tipping Point              | 3                | 7                | 4                | 2                 | 8                | Выпущен: 25 февраля 2022                       |

### Живые альбомы
- 2006: Secret World Live in Paris
- 2010: Live from Santa Barbara
- 2024: Songs For A Nervous Planet

### Сборники
| Год  | Название                              | Позиция в чартах | Позиция в чартах | Позиция в чартах | Позиция в чартах  | Позиция в чартах | Примечание                                 |
| Год  | Название                              | Германия DE      | Австрия AT       | Швейцария CH     | Великобритания UK | США US           | Примечание                                 |
| ---- | ------------------------------------- | ---------------- | ---------------- | ---------------- | ----------------- | ---------------- | ------------------------------------------ |
| 1992 | Tears Roll Down (Greatest Hits 82–92) | 7 (24 недели)    | 34 (2 недели)    | 14 (9 недель)    | 2 (37 недель)     | 53 (13 недель)   | Выпущен: 2 марта 1992 продажи: + 1 875 000 |
| 2017 | Rule the World — The Greatest Hits    | —                | —                | —                | 12 (12 недель)    | —                | Выпущен: 10 ноября 2017                    |

### Сольные альбомы участников
Курт Смит:
- 1993 — «Soul On Board»
- 1999 — «Aeroplane»
- 2008 — «Halfway, Pleased»
- 2013 — «Deceptively Heavy»

Роланд Орзабал:
- 2001 — «Tomcats Screaming Outside»